# Cupa Cupelor 1966-1967
Ediția a șaptea a Cupei Cupelor, desfășurată în sezonul 1966-1967 a fost câștigată, în premieră, de FC Bayern München  care a învins în finală pe Glasgow Rangers FC. Deținătoarea trofeului, Borussia Dortmund a fost eliminată în optimile de finală de către finalistă.

## Meciuri preliminarii
| Echipa 1                           | Total | Echipa 2                | Turul I | Turul II |
| ---------------------------------- | ----- | ----------------------- | ------- | -------- |
| Knattspyrnufélagið Valur Reykjavík | 2 – 9 | Royal Standard de Liège | 1 – 1   | 1 – 8    |

### Turul I
| Knattspyrnufélagið Valur Reykjavík | 1 – 1 | Royal Standard de Liège |
| ---------------------------------- | ----- | ----------------------- |
| Elísson 58'                        |       | Claessen 64'            |

### Turul II
| Royal Standard de Liège                                    | 8 – 1 | Knattspyrnufélagið Valur Reykjavík |
| ---------------------------------------------------------- | ----- | ---------------------------------- |
| Claessen 6', 10', 18', 61', 76' Dewalque 8', 59' Pilot 15' |       | Júlísson 32'                       |

Royal Standard de Liège s-a calificat cu scorul general 9–2.

## Șaisprezecimi de finală
| Echipa 1                  | Total | Echipa 2                | Turul I | Turul II |
| ------------------------- | ----- | ----------------------- | ------- | -------- |
| SK Rapid Viena            | 9 – 3 | Galatasaray SK Istanbul | 4 – 0   | 5 – 3    |
| Skeid Fotball Oslo        | 4 – 5 | Real Zaragoza SAD       | 3 – 2   | 1 – 3    |
| Servette FC Geneva        | 3 – 2 | Åbo IFK Turku           | 2 – 1   | 1 – 1    |
| Floriana FC               | 1 – 7 | Sparta Rotterdam        | 1 – 1   | 0 – 6    |
| Royal Standard de Liège   | 6 – 1 | Apollon FC Limassol     | 5 – 1   | 1 – 0    |
| Swansea Town AFC          | 1 – 5 | FD Slavia Sofia         | 1 – 1   | 0 – 4    |
| AEK Atena FC              | 2 – 4 | Sporting Clube de Braga | 0 – 1   | 2 – 3    |
| OFK Belgrad               | 1 – 6 | FC Spartak Moscova      | 1 – 3   | 0 – 3    |
| AC Fiorentina SpA         | 3 – 4 | Rába ETO Győr           | 1 – 0   | 2 – 4    |
| TJ Tatran Prešov          | 3 – 4 | FC Bayern München       | 1 – 1   | 2 – 3    |
| Glentoran FC Belfast      | 1 – 5 | Glasgow Rangers FC      | 1 – 1   | 0 – 4    |
| Shamrock Rovers FC Dublin | 8 – 2 | CA Spora Luxembourg     | 4 – 1   | 4 – 1    |
| Aalborg Boldspilklub      | 1 – 2 | Everton FC Liverpool    | 0 – 0   | 1 – 2    |
| BSG Chemie Leipzig        | 5 – 2 | CWKS Legia Varșovia     | 3 – 0   | 2 – 2    |
| RC Strasbourg             | 2 – 1 | Steaua București        | 1 – 0   | 1 – 1    |

Calificată direct: Borussia 09 Dortmund (deținătoarea trofeului).

### Turul I
| SK Rapid Viena                           | 4 – 0 | Galatasaray SK Istanbul |
| ---------------------------------------- | ----- | ----------------------- |
| Seitl 4', 23' Flögel 33' Bjerregaard 63' |       |                         |

| Skeid Fotball Oslo                | 3 – 2 | Real Zaragoza SAD     |
| --------------------------------- | ----- | --------------------- |
| Sjøberg 3', 81' Kristoffersen 86' |       | Reija 65' Canário 75' |

| Servette FC Geneva | 1 – 1 | Åbo IFK Turku |
| ------------------ | ----- | ------------- |
| Conti 43'          |       | Laine 65'     |

| Floriana FC  | 1 – 1 | Sparta Rotterdam |
| ------------ | ----- | ---------------- |
| Phillips 66' |       | Kemper 27'       |

| Royal Standard de Liège                               | 5 – 1 | Apollon FC Limassol |
| ----------------------------------------------------- | ----- | ------------------- |
| Claessen 25' Bleser 44' Dewalque 46', 53' Germano 51' |       | Ioannou 80'         |

| Swansea Town AFC | 1 – 1 | FD Slavia Sofia |
| ---------------- | ----- | --------------- |
| Todd 60'         |       | Tasev 80'       |

| AEK Atena | 0 – 1 | Sporting Clube de Braga |
| --------- | ----- | ----------------------- |
|           |       | da Silva 24'            |

| OFK Belgrad                         | 1 – 3 | FC Spartak Moscova         |
| ----------------------------------- | ----- | -------------------------- |
| Santrač 46' Krivokuća 52' Mitić 83' |       | Semin 10', 16' Logofet 36' |

| AC Fiorentina SpA | 1 – 0 | Rába ETO Győr |
| ----------------- | ----- | ------------- |
| Chiarugi 62'      |       |               |

| TJ Tatran Prešov | 1 – 1 | FC Bayern München |
| ---------------- | ----- | ----------------- |
| Čaban 13'        |       | Roth 21'          |

| Glentoran FC Belfast | 1 – 1 | Glasgow Rangers FC |
| -------------------- | ----- | ------------------ |
| Sinclair 90'         |       | McLean 14'         |

| Shamrock Rovers FC Dublin                        | 4 – 1 | CA Spora Luxembourg |
| ------------------------------------------------ | ----- | ------------------- |
| Fullam 9' Dixon 29' Kearin 56' O’Neil 74' (pen.) |       | Weis 28'            |

| Aalborg Boldspilklub | 0 – 0 | Everton FC Liverpool |
| -------------------- | ----- | -------------------- |
|                      |       |                      |

| BSG Chemie Leipzig                 | 3 – 0 | CWKS Legia Varșovia |
| ---------------------------------- | ----- | ------------------- |
| Bauchspieß 60', 84' Scherbarth 77' |       |                     |

| RC Strasbourg | 1 – 0 | CSA Steaua București |
| ------------- | ----- | -------------------- |
| Muller 56'    |       |                      |

### Turul II
| Galatasaray SK Istanbul                | 3 – 5 | SK Rapid Viena                                  |
| -------------------------------------- | ----- | ----------------------------------------------- |
| Elmastaşoğlu 17' Gürses 44' Gökdel 88' |       | Bjerregaard 24', 61' Fritsch 29' Seitl 35', 47' |

SK Rapid Viena s-a calificat cu scorul general 9–3.
| Apollon FC Limassol | 0 – 1 | Royal Standard de Liège |
| ------------------- | ----- | ----------------------- |
|                     |       | Claessen 78'            |

Royal Standard de Liège s-a calificat cu scorul general 6–1.
| Åbo IFK Turku | 1 – 2 | Servette FC Geneva          |
| ------------- | ----- | --------------------------- |
| Laine 50'     |       | Németh 14' Schindelholz 67' |

Servette FC Geneva s-a calificat cu scorul general de 3-2.
| Sparta Rotterdam                                         | 6 - 0 | Floriana FC |
| -------------------------------------------------------- | ----- | ----------- |
| Kemper 15', 83' Vermolen 20', 62' Bosveld 39' Bouman 78' |       |             |

Sparta Rotterdam s-a calificat cu scorul general 7–1.
| FD Slavia Sofia               | 4 – 0 | Swansea Town AFC |
| ----------------------------- | ----- | ---------------- |
| Tasev 7', 65', 87' Vragev 46' |       |                  |

FD Slavia Sofia s-a calificat cu scorul general 5–1.
| Sporting Clube de Braga      | 3 – 2 | AEK Atena                     |
| ---------------------------- | ----- | ----------------------------- |
| Mário 15' Perrichón 30', 44' |       | Papaioannou 6' Karafeskos 77' |

Sporting Clube de Braga s-a calificat cu scorul general 4–2.
| FC Spartak Moscova                  | 3 – 0 | OFK Belgrad |
| ----------------------------------- | ----- | ----------- |
| Semin 55' Khusainov 59' Bokatov 79' |       |             |

FC Spartak Moscova s-a calificat cu scorul general 6–1.
| Rába ETO Győr                          | 4 – 2 | AC Fiorentina SpA        |
| -------------------------------------- | ----- | ------------------------ |
| Stolcz 11', 60' Varsányi 36' Orbán 85' |       | Bertini 21' De Sisti 32' |

Rába ETO Győr s-a calificat cu scorul general 4–3.
| FC Bayern München              | 3 – 2 | TJ Tatran Prešov  |
| ------------------------------ | ----- | ----------------- |
| Brenninger 32' Müller 70', 71' |       | Pavlovič 55', 83' |

FC Bayern München  s-a calificat cu scorul general 4–3.
| Glasgow Rangers FC                                 | 4 – 0 | Glentoran FC Belfast |
| -------------------------------------------------- | ----- | -------------------- |
| Johnston 10' Smith 44' Setterington 70' McLean 77' |       |                      |

Glasgow Rangers FC s-a calificat cu scorul general 5–1.
| CA Spora Luxembourg | 1 – 4 | Shamrock Rovers FC Dublin            |
| ------------------- | ----- | ------------------------------------ |
| Weis 28'            |       | Kearin 16' Dixon 42', 77' O’Neil 69' |

Shamrock Rovers FC Dublin s-a calificat cu scorul general 8–2.
| Everton FC Liverpool   | 2 – 1 | Aalborg Boldspilklub       |
| ---------------------- | ----- | -------------------------- |
| Morrissey 59' Ball 72' |       | Lildballe 70' · Larsen 86' |

Everton FC Liverpool s-a calificat cu scorul general 2–1.
| Real Zaragoza SAD                             | 3 – 1 | Skeid Fotball Oslo |
| --------------------------------------------- | ----- | ------------------ |
| Santos 17' Pais 20' Lapetra 68' Marcelino 86' |       | Thorsen 85' (pen.) |

Real Zaragoza SAD s-a calificat cu scorul general 5–4.
| CWKS Legia Varșovia            | 2 – 2 | BSG Chemie Leipzig  |
| ------------------------------ | ----- | ------------------- |
| Korzeniowski 40' Żmijewski 88' |       | Bauchspieß 17', 29' |

BSG Chemie Leipzig s-a calificat cu scorul general 5–2.
| Steaua București | 1 – 1 | RC Strasbourg |
| ---------------- | ----- | ------------- |
| Avram 68'        |       | Hausser 62'   |

RC Strasbourg s-a calificat cu scorul general 2–1.

## Optimi de finală
| Echipa 1                  | Total | Echipa 2                | Turul I | Turul II |
| ------------------------- | ----- | ----------------------- | ------- | -------- |
| Servette FC Geneva        | 2 – 1 | Sparta Rotterdam        | 2 – 0   | 0 – 1    |
| Real Zaragoza SAD         | 2 – 1 | Everton FC Liverpool    | 2 – 0   | 0 – 1    |
| Shamrock Rovers FC Dublin | 3 – 4 | FC Bayern München       | 1 – 1   | 2 – 3    |
| Rába ETO Győr             | 3 – 2 | Sporting Clube de Braga | 3 – 0   | 0 – 2    |
| FC Spartak Moscova        | 1 – 2 | SK Rapid Viena          | 1 – 1   | 0 – 1    |
| RC Strasbourg             | 1 – 2 | FD Slavia Sofia         | 1 – 0   | 0 – 2    |
| Glasgow Rangers FC        | 2 – 1 | Borussia 09 Dortmund    | 2 – 1   | 0 – 0    |
| BSG Chemie Leipzig        | 2 – 2 | Royal Standard de Liège | 2 – 1   | 0 – 1    |

### Turul I
| Servette FC Geneva               | 2 – 0 | Sparta Rotterdam |
| -------------------------------- | ----- | ---------------- |
| Schindelholz 5', 62' · Heuri 55' |       |                  |

| Real Zaragoza SAD        | 2 – 0 | Everton FC Liverpool |
| ------------------------ | ----- | -------------------- |
| Santos 13' Marcelino 63' |       | Morrissey 44'        |

| Shamrock Rovers FC Dublin | 1 – 1 | FC Bayern München |
| ------------------------- | ----- | ----------------- |
| Dixon 60'                 |       | Koulmann 17'      |

| Rába ETO Győr             | 3 – 0 | Sporting Clube de Braga |
| ------------------------- | ----- | ----------------------- |
| Szaló 3', 73' Ribeiro 20' |       |                         |

| FC Spartak Moscova | 1 – 1 | SK Rapid Viena  |
| ------------------ | ----- | --------------- |
| Khusainov 40'      |       | Bjerregaard 23' |

| RC Strasbourg | 1 – 0 | FD Slavia Sofia |
| ------------- | ----- | --------------- |
| Hausser 37'   |       |                 |

| Glasgow Rangers FC     | 2 – 1 | Borussia 09 Dortmund |
| ---------------------- | ----- | -------------------- |
| Johansen 12' Smith 75' |       | Trimhold 32'         |

| BSG Chemie Leipzig   | 2 – 1 | Royal Standard de Liège |
| -------------------- | ----- | ----------------------- |
| Behla 4' Schmidt 23' |       | Galić 44'               |

### Turul II
| Sparta Rotterdam | 1 - 0 | Servette FC Geneva |
| ---------------- | ----- | ------------------ |
| Laseroms 19'     |       |                    |

Servette FC Geneva s-a calificat cu scorul general 2–1.
| Everton FC Liverpool | 1 – 0 | Real Zaragoza SAD |
| -------------------- | ----- | ----------------- |
| Brown 81'            |       |                   |

Real Zaragoza SAD s-a calificat cu scorul general 2–1.
| FC Bayern München                      | 3 – 2 | Shamrock Rovers FC Dublin |
| -------------------------------------- | ----- | ------------------------- |
| Brenninger 4' Ohlhauser 13' Müller 83' |       | Gilbert 56' Tuohy 59'     |

FC Bayern München  s-a calificat cu scorul general 4–3.
| FD Slavia Sofia      | 2 – 0 | RC Strasbourg |
| -------------------- | ----- | ------------- |
| Tasev 42' Mishev 49' |       |               |

FD Slavia Sofia s-a calificat cu scorul general 2–1.
| Borussia 09 Dortmund | 0– 0 | Glasgow Rangers FC |
| -------------------- | ---- | ------------------ |
|                      |      |                    |

Glasgow Rangers FC s-a calificat cu scorul general 2–1.
| Sporting Clube de Braga | 2 – 0 | Rába ETO Győr |
| ----------------------- | ----- | ------------- |
| Perrichón 41' Adão 83'  |       |               |

Rába ETO Győr s-a calificat cu scorul general 3–2.
| SK Rapid Viena | 1 – 0 | FC Spartak Moscova |
| -------------- | ----- | ------------------ |
| Flögel 49'     |       |                    |

SK Rapid Viena s-a calificat cu scorul general 2–1.
| Royal Standard de Liège | 1 – 0 | BSG Chemie Leipzig |
| ----------------------- | ----- | ------------------ |
| Claessen 57'            |       |                    |

La scorul general 2–2, Royal Standard de Liège s-a calificat datorită golului marcat în deplasare.

## Sferturi de finală
| Echipa 1           | Total | Echipa 2                | Turul I | Turul II |
| ------------------ | ----- | ----------------------- | ------- | -------- |
| SK Rapid Viena     | 1 – 2 | FC Bayern München       | 1 – 0   | 0 – 2    |
| Servette FC Geneva | 1 – 3 | FD Slavia Sofia         | 1 – 0   | 0 – 3    |
| Rába ETO Győr      | 2 – 3 | Royal Standard de Liège | 2 – 1   | 0 – 2    |
| Glasgow Rangers FC | 2 – 2 | Real Zaragoza SAD       | 2 – 0   | 0 – 2    |

### Turul I
| SK Rapid Viena | 1 – 0 | FC Bayern München |
| -------------- | ----- | ----------------- |
| Starek 49'     |       |                   |

| Servette FC Geneva | 1 – 0 | FD Slavia Sofia |
| ------------------ | ----- | --------------- |
| Desbiolles 57'     |       |                 |

| Rába ETO Győr  | 2 – 1 | Royal Standard de Liège |
| -------------- | ----- | ----------------------- |
| Szaló 34', 44' |       | Semmeling 85'           |

| Glasgow Rangers FC      | 2 – 0 | Real Zaragoza SAD |
| ----------------------- | ----- | ----------------- |
| Smith 9' Willoughby 27' |       |                   |

### Turul II
| FC Bayern München         | 2 – 0 (d.p.) | SK Rapid Viena |
| ------------------------- | ------------ | -------------- |
| Ohlhauser 59' Müller 106' |              | Seitl          |

FC Bayern München  s-a calificat cu scorul general 2–1.
| FD Slavia Sofia                       | 3 – 0 | Servette FC Geneva |
| ------------------------------------- | ----- | ------------------ |
| Mishev 42' Haralampiev 50' Piguet 87' |       |                    |

FD Slavia Sofia s-a calificat cu scorul general 3–1.
| Royal Standard de Liège     | 2 – 0 | Rába ETO Győr |
| --------------------------- | ----- | ------------- |
| Claessen 55' Jurkiewicz 58' |       |               |

Royal Standard de Liège s-a calificat cu scorul general 3–2.
| Real Zaragoza SAD             | 2 – 0 (d.p.) | Glasgow Rangers FC |
| ----------------------------- | ------------ | ------------------ |
| Lapetra 25' Santos 86' (pen.) |              | Smith 92'          |

La scorul general 2–2, Glasgow Rangers FC s-a calificat în urma tragerii la sorți.

## Semifinale
| Echipa 1          | Total | Echipa 2                | Turul I | Turul II |
| ----------------- | ----- | ----------------------- | ------- | -------- |
| FC Bayern München | 5 – 1 | Royal Standard de Liège | 2 – 0   | 3 – 1    |
| FD Slavia Sofia   | 0 – 2 | Glasgow Rangers FC      | 0 – 1   | 0 – 1    |

### Turul I
| FC Bayern München           | 2 – 0 | Royal Standard de Liège |
| --------------------------- | ----- | ----------------------- |
| Müller 2' Kupferschmidt 59' |       |                         |

| FD Slavia Sofia | 0 – 1 | Glasgow Rangers FC |
| --------------- | ----- | ------------------ |
|                 |       | Wilson 31'         |

### Turul II
| Royal Standard de Liège | 1 – 3 | FC Bayern München    |
| ----------------------- | ----- | -------------------- |
| Galić 33'               |       | Müller 28', 75', 82' |

FC Bayern München  s-a calificat cu scorul general 5–1.
| Glasgow Rangers FC | 1 – 0 | FD Slavia Sofia |
| ------------------ | ----- | --------------- |
| Henderson 32'      |       |                 |

## Finala
| FC Bayern München | FC Bayern München | Glasgow Rangers FC | Glasgow Rangers FC |
| | \| Finala \| \| 19 mai 1967, ora 19:30 la Nürnberg (Stadionul Municipal) \| \| Scor: 1:0 (0-0, 0-0, 0-0) d.p. \| \| Spectatori: 69.480 \| \| Arbitru: Concetto Lo Bello (Italia) \| \| Detalii \| |                    |                    |
| Sepp Maier – Hans Nowak, Franz Beckenbauer, Werner Olk , Peter Kupferschmidt – Franz Roth, Rainer Ohlhauser – Dieter Koulmann, Rudolf Nafziger, Gerd Müller, Dieter Brenninger Antrenor: Zlatko Čajkovski ( Iugoslavia) | Norrie Martin – Kai Johansen, Ronnie McKinnon, John Greig , David Provan – Sandy Jardine, Dave Smith – Willie Henderson, Alex Smith, Roger Hynd, Willie Johnston Antrenor: Scott Symon            |                    |                    |
| 1:0 Franz Roth (109) | |                    |                    |
| Finala | |                    |                    |
| 19 mai 1967, ora 19:30 la Nürnberg (Stadionul Municipal) | |                    |                    |
| Scor: 1:0 (0-0, 0-0, 0-0) d.p. | |                    |                    |
| Spectatori: 69.480 | |                    |                    |
| Arbitru: Concetto Lo Bello (Italia) | |                    |                    |
| Detalii | |                    |                    |

## Golgheteri
10 goluri
- Roger Claessen (Royal Standard de Liège)

8 goluri
- Gerd Müller (FC Bayern München )

5 goluri
- Lyuben Tasev (FD Slavia Sofia)